# Police de la Cité de Londres

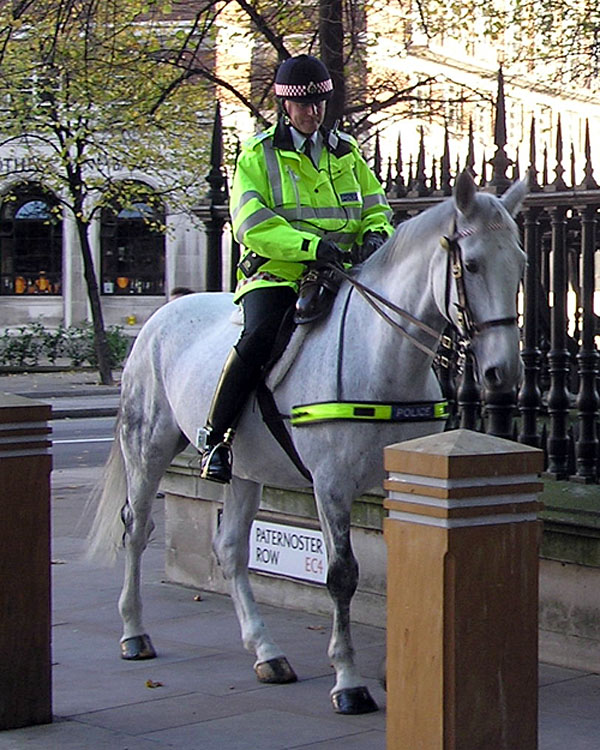
Agent à cheval de la police de la Cité de Londres

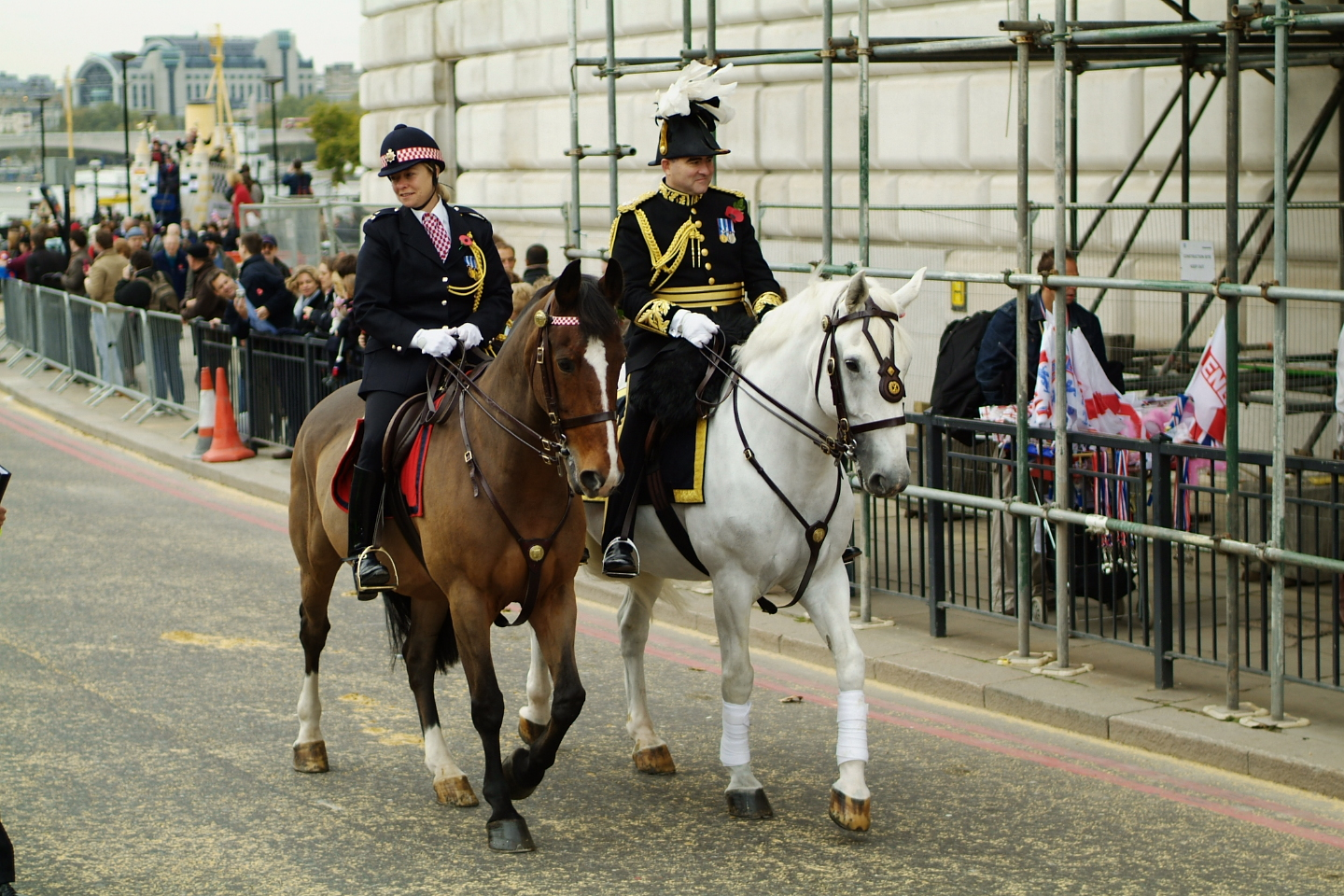
Chef de la Police de la Cité de Londres portant son uniforme de cérémonie lors du Lord Mayor's Show

La police de la Cité de Londres (en anglais : City of London Police – CoLP) est un corps de police, fondé en 1839, qui assure le maintien de l'ordre public dans la Cité de Londres, en Angleterre.

## Organisation
La force possède trois commissariats : l'un à Wood Street (qui inclut le quartier général), et les deux autres à Snow Hill et Bishopsgate.

## Uniformes
Les uniformes de cette police possèdent quelques particularités, notamment elle porte une bande à carreaux rouges et blancs sur les casquettes de ses agents, tandis que les agents des autres forces de police du Royaume-Uni utilisent pour leurs parts une bande à carreaux noirs et blancs.
| Grades   | Police Community Support Officer | Constable            | Sergeant  | Inspector              | Chief Inspector |
| Insignes |                                  |                      |           |                        |                 |
| Grades   | Superintendent                   | Chief Superintendent | Commander | Assistant Commissioner | Commissioner    |
| Insignes |                                  |                      |           |                        |                 |

Les couleurs des armoiries de la Cité de Londres, dont l'écu apparaît sur les casquettes des officiers, sont le rouge et le blanc. Les boutons des uniformes de cette force sont en laiton, ce qui est unique en Angleterre. La force possède finalement un uniforme de cérémonie porté seulement lors des grandes occasions comme le Lord Mayor's Show de novembre.